# 1955 na rádio
Nesta página encontrará referências aos acontecimentos directamente relacionados com a rádio ocorridos durante o ano de 1955.

## Nascimentos
| Data           | Nome             | Profissão                      | Nacionalidade | Observações | Ref |
| -------------- | ---------------- | ------------------------------ | ------------- | ----------- | --- |
| 4 de março     | António Catarino | jornalista                     | Portugal      |             |     |
| 5 de abril     | Luiz Penido      | radialista e locutor esportivo | Brasil        |             |     |
| setembro       | Carlos Magno     | jornalista                     | Portugal      |             |     |
| 21 de novembro | Guerrinha        | jornalista                     | Brasil        |             |     |

## Mortes
| Data | Nome | Profissão | Nacionalidade | Observações | Ref |
| ---- | ---- | --------- | ------------- | ----------- | --- |